# Eleccions legislatives turques de 1995
Les eleccions legislatives turques de 1995 se celebraren el 24 de desembre de 1995 per a renovar els 550 diputats de la Gran Assemblea Nacional de Turquia. El partit més votat fou el Partit del Benestar. Es formà un govern de coalició del Partit de la Recta Via amb el Partit de la Mare Pàtria i el mateix Refah Partisi. El càrrec de primer ministre de Turquia fou ocupat per Tansu Çiller (fins a 1996), Mesut Yılmaz i Necmettin Erbakan.
Resultats de les eleccions a l'Assemblea de Turquia de 24 de desembre de 1995.
| Partits      | Partits                                                      | Vots       | Vots   | Vots   | Escons | Escons |
| Partits      | Partits                                                      | No.        | %      | +− %   | No.    | +−     |
| ------------ | ------------------------------------------------------------ | ---------- | ------ | ------ | ------ | ------ |
|              | Partit del Benestar (Refah Partisi)                          | 6.012.450  | 21,38  | +4,50  | 158    | +96    |
|              | Partit de la Mare Pàtria (Anavatan Partisi)                  | 5.527.288  | 19.65  | -4,36  | 132    | +17    |
|              | Partit de la Recta Via (Doğru Yol Partisi)                   | 5.396.009  | 19,18  | -7,85  | 135    | -43    |
|              | Partit Democràtic d'Esquerra (Demokratik Sol Parti)          | 4.118.025  | 14,64  | +3,89  | 76     | +69    |
|              | Partit Republicà del Poble (Cumhuriyet Halk Partisi)         | 3.011.076  | 10,71  | -10,04 | 49     | -39    |
|              | Partit del Moviment Nacional (Milliyetçi Hareket Partisi)    | 2.301.343  | 8,18   |        | 0      |        |
|              | Partit de la Democràcia del Poble (Halkın Demokrasi Partisi) | 1.171.623  | 4,17   |        | 0      |        |
|              | Independents                                                 | 133.895    | 0,48   | +0,35  | 0      |        |
|              | Moviment Nova Democràcia (Yeni Demokrasi Hareketi)           | 133.889    | 0,48   |        | 0      |        |
|              | Partit de la Nació (Millet Partisi)                          | 127.630    | 0,45   |        | 0      |        |
|              | Partit del Renaixement (Yeniden Doğuş Partisi)               | 95.484     | 0,34   |        | 0      |        |
|              | Partit dels Treballadors (İşçi Partisi)                      | 61.428     | 0,22   |        | 0      |        |
|              | Partit Nou (Yeni Parti)                                      | 36.853     | 0,13   |        | 0      |        |
| Vots vàlids  | Vots vàlids                                                  | 28.126.993 | 100,00 |        | 550    | 0      |
| Vots nuls    | Vots nuls                                                    | 974.476    |        |        |        |        |
| Vots totals  | Vots totals                                                  | 29.101.469 |        |        |        |        |
| Electorat    | Electorat                                                    | 34.155.981 |        |        |        |        |
| Participació | Participació                                                 | 96,65%     |        |        |        |        |
|              |                                                              |            |        |        |        |        |